# Елховка (Барышский район)
Елховка (чув.Чăрăшлă) — упразднённый посёлок в Барышском районе Ульяновской области. В 1989 году включен в состав города Барыш и исключен из учётных данных.

## География
Елховка расположена на реке Барыш. Ближайшие села: Троицкое-Куроедово в 4 км, дер. Гурьевка в 6 км, дер. Большая Силаевка в 7 км, дер. Ханинеевка в 10 км и Конновка в 12 км, в 139 км от Ульяновска. 790 км — остановочный пункт Куйбышевской железной дороги в Ульяновской области. Код 642441.

## История
Елховка основана в 1927 году, во времена НЭПа, выходцами из Чувашской Решётки.
На 1930 год посёлок Елховка входил в состав Барышского района, Чувашскорешёткинского с/с, куда входили: Алинкино, Елховка, Красный Барыш, Орлово, Пески с.-х. артель, Садовый, Степановка, Чувашская Решетка.
В 1931 году посёлки Елховка, Красный Барыш, Садовый организовали колхоз имени Куйбышева.
В 1969 году Чувашскорешёткинская сельскохозяйственная артель имени В. И. Чапаева объединилась с колхозом имени Куйбышева (Елховка, Красный Барыш, Садовый), присоединила земли колхоза «Большевик» (Степановка), колхоза имени Будённого (Покровская Решётка), «Труд» (Заводской) и «Новая жизнь» (Алинкино). Объединённые колхозы стали называться совхоз «Луговой» с центром в Чувашской Решётке. Совхоз был многоотраслевым: тысячи гектаров пашни, крупно-рогатый скот, свиньи, овцы, птица. В Елховке действовала птицеферма, которая вскоре отделилась и на её базе образовалась птицефабрика «Елховская».

## Население
- На 1930 год — в 18 дворах жило 106 человек (чуваши)[4].